# Oblast Kostroma
Koordinaten: 58° 32′ N, 44° 6′ O
Die Oblast Kostroma (russisch Костромская область Kostromskaja oblast) ist eine Oblast im nordwestlichen Russland.
Die Wolga durchfließt den südwestlichen Teil der Oblast, daneben nimmt sie einen dünn besiedelten Teil der Osteuropäischen Ebene bis zum Nordrussischen Landrücken ein. Das Klima ist gemäßigt kontinental, rund 73 % der Fläche sind bewaldet.
Zu den wichtigsten Wirtschaftszweigen zählen die Holzverarbeitung, die Textilindustrie und die Lebensmittelverarbeitung. Auch der Tourismus spielt eine wichtige Rolle.

## Geschichte
Die Region ist seit vorchristlicher Zeit von Menschen bewohnt. Bis zur Einwanderung slawischer Stämme zwischen dem 9. und 12. Jahrhundert war das Land von finno-ugrischen Volksgruppen besiedelt. Es geriet allmählich unter die Hoheit des Fürstentums Wladimir-Susdal und ging mit diesem in der Phase des Niedergangs der mongolischen Herrschaft ab dem 14. Jahrhundert im Großfürstentums Moskau auf.
Unter Peter dem Großen wurde 1708 eine Provinz Kostroma innerhalb des Gouvernements Moskau gebildet, aus der 1778 die erweiterte Statthalterschaft Kostroma hervorging. Diese wurde 1797 in das Gouvernement Kostroma umgebildet, das bis in die sowjetische Periode existierte, als es zum 14. Oktober 1929 in der Industrieoblast Iwanowo (Iwanowskaja Promyschlennaja oblast) aufging und innerhalb dieser zunächst noch (bis 1930) einen Okrug bildete.
Die Oblast Kostroma im Rahmen der Russischen SFSR der Sowjetunion wurde am 13. August 1944 aus Teilen der in den 1930er-Jahren entstandenen vier Oblaste Jaroslawl, Iwanowo, Gorki und Wologda gebildet.

## Verwaltungsgliederung und Städte
Die Oblast Kostroma gliedert sich in 24 Rajons und 6 Stadtkreise. Einzige Großstadt ist das Verwaltungszentrum der Oblast, Kostroma. Insgesamt gibt es in der Oblast zwölf Städte und sieben Siedlungen städtischen Typs.
| Name            | Russisch     | Einwohner (14. Oktober 2010) |
| --------------- | ------------ | ---------------------------- |
| Kostroma        | Кострома     | 268.742                      |
| Bui             | Буй          | 25.763                       |
| Scharja         | Шарья        | 23.681                       |
| Nerechta        | Нерехта      | 22.828                       |
| Manturowo       | Мантурово    | 17.479                       |
| Galitsch        | Галич        | 17.346                       |
| Wolgoretschensk | Волгореченск | 17.104                       |

## Bevölkerung
Bei den letzten russischen Volkszählungen in den Jahren 2002 und 2010 gab es eine Bevölkerungszahl von 736.641 respektive 667.562 Bewohnern. Somit sank die Einwohnerzahl in diesen acht Jahren um 69.079 Personen (−9,4 %). Die Verteilung der verschiedenen Volksgruppen sah folgendermaßen aus:
| Nationalität    | VZ 1989 | Prozent | VZ 2002 | Prozent | VZ 2010 | Prozent |
| --------------- | ------- | ------- | ------- | ------- | ------- | ------- |
| Russen          | 774.620 | 96,31   | 704.049 | 95,58   | 622.444 | 93,24   |
| Ukrainer        | 9.723   | 1,21    | 8.011   | 1,09    | 5.650   | 0,85    |
| Tataren         | 2.965   | 0,37    | 2.731   | 0,37    | 2.224   | 0,33    |
| Armenier        | 565     | 0,07    | 1.462   | 0,20    | 1.656   | 0,25    |
| Zigane          | 1.412   | 0,18    | 1.542   | 0,21    | 1.519   | 0,23    |
| Weißrussen      | 2.891   | 0,36    | 2.354   | 0,32    | 1.490   | 0,22    |
| Aserbaidschaner | 994     | 0,12    | 1.438   | 0,20    | 1.291   | 0,19    |
| Tschuwaschen    | 1.171   | 0,15    | 943     | 0,13    | 748     | 0,11    |
| Moldawier       | 1.606   | 0,20    | 1.036   | 0,14    | 859     | 0,13    |
| Deutsche        | 450     | 0,06    | 658     | 0,09    | 427     | 0,06    |
| Einwohner       | 804.296 | 100,00  | 736.641 | 100,00  | 667.562 | 100,00  |

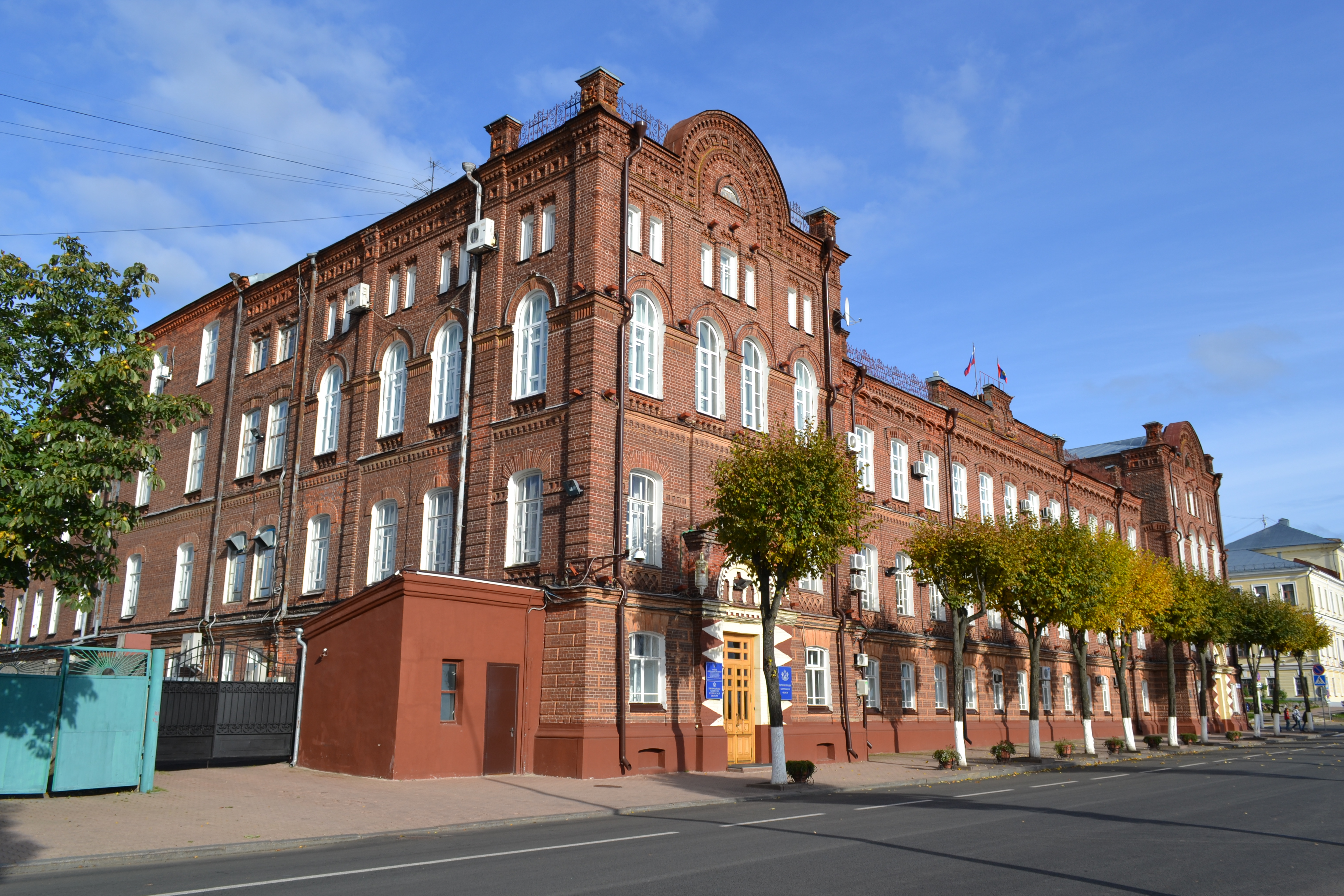
Das Gebäude der Oblastverwaltung in Kostroma

Anmerkung: die Anteile beziehen sich auf Gesamtzahl der Einwohner. Also mitsamt dem Personenkreis, der keine Angaben zu seiner ethnischen Zugehörigkeit gemacht hat (2002 5.862 resp. 2010 23.194 Personen)
Die Bevölkerung des Gebiets besteht beinahe gänzlich aus Russen. Die Mehrheit der kleinen ethnischen Minderheitengruppen verzeichnet einen Schrumpfungsprozess.